# Hazas de Cesto
Hazas de Cesto ist eine Gemeinde in der spanischen Autonomen Region Kantabrien. Sie grenzt im Norden an die Gemeinde Meruelo und Escalante, im Osten an Bárcena de Cicero und Voto, im Süden an Solórzano und im Westen an Ribamontán al Monte.

## Orte
- Beranga
- Hazas de Cesto, (Hauptstadt)
- Praves

## Bevölkerungsentwicklung
| 1842 | 1900 | 1950 | 1981 | 1991 | 2001 | 2011 |
| ---- | ---- | ---- | ---- | ---- | ---- | ---- |
| 921  | 1272 | 1837 | 1428 | 1280 | 1220 | 1510 |